# Nogoyá
Nogoyá è una città dell'Argentina, capoluogo dell'omonimo di dipartimento nella provincia del Entre Ríos.

## Infrastrutture e trasporti
Nogoyá sorge lungo la strada nazionale 12 che unisce la regione della Mesopotamia con la provincia di Buenos Aires.